# Gobelet en plastique
Pour les articles homonymes, voir gobelet.

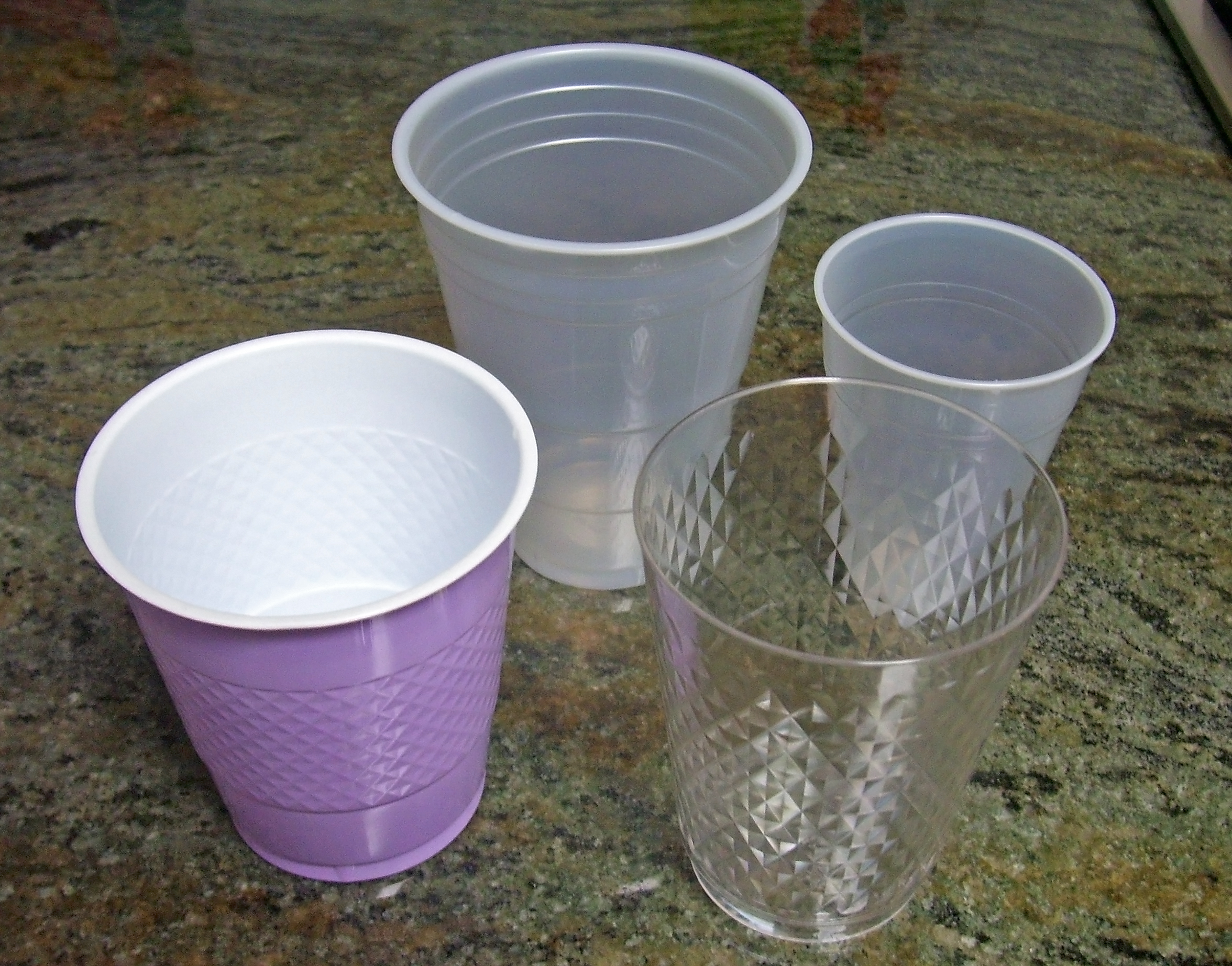
Différents gobelets en plastique.

Un gobelet en plastique est un récipient fait en plastique. Il peut être jetable ou  réutilisable. Il est le plus souvent utilisé pour contenir des boissons.

## Signes distinctifs
Les gobelets en plastique sont disponibles dans différentes couleurs, textures et tailles. Concernant la matière avec laquelle ils ont été fabriqués, la plupart présentent un code d'identification des résines imprimé sur leur fond.

## Utilisation

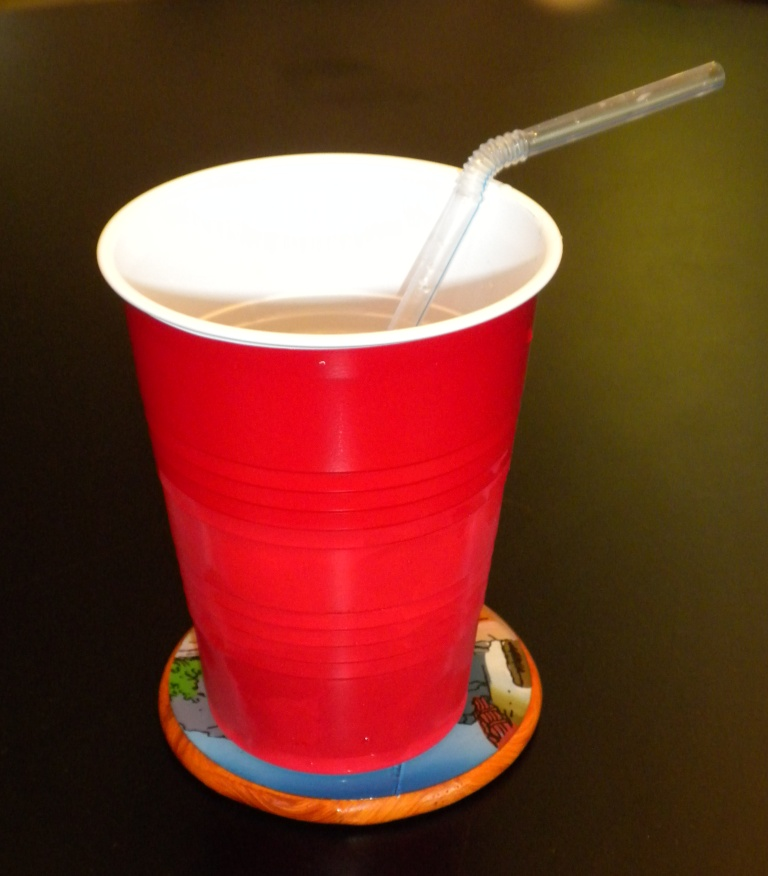
Un gobelet en plastique rouge avec une paille.

Les gobelets en plastique sont souvent utilisés pour des réunions où il serait inopportun de faire la vaisselle après, en raison de facteurs tels que l'emplacement ou le nombre de personnes. Ils peuvent être utilisés pour le stockage de la plupart des liquides, mais les liquides chauds peuvent faire fondre ou se déformer le matériau.
En 2014, la consommation en France atteint 4 milliards de gobelets, représentant 32 000 tonnes de plastique.

## Impact environnemental
La plupart des gobelets en plastique sont conçus pour un usage unique avant d’être jetés ou recyclés. Une analyse du cycle de vie comparant le papier et le plastique montre les effets environnementaux de ces deux matériaux sans qu’un vainqueur clair ne se dégage,.
Selon une étude d'étudiants de l'École polytechnique fédérale de Lausanne, les gobelets jetables utilisent quatre fois plus de ressources naturelles que les gobelets réutilisables. Pour les gobelets jetables, les ressources sont consommées pour leur grande majorité lors du processus de fabrication, le reste étant consommé en fin de vie. Pour les gobelets réutilisables, la quasi-totalité des ressources consommées sont consacrées au lavage.
Dans les années 2020, les gobelets en plastique operculés à usage unique Aqua cup de la marque indonésienne Aqua, appartenant à la société française Danone, sont à l'origine d'une pollution plastique des rivières et des plages sans précédent en Indonésie, notamment sur l'île de Bali, le pays étant lui-même le deuxième contributeur mondial à la pollution plastique des océans. En 2023, la multinationale est assignée en justice par trois ONG pour la contraindre à déplastifier ses activités.